# Обединено княжество Влашко и Молдова
Обединеното княжество Влашко и Молдова (на румънски: Principatele Unite ale Valahiei şi Moldovei) е названието на румънската държава след утвърждаване обединението на Влашко и Молдова на Цариградската конференция от есента на 1861 г. За княз на обединените дунавски княжества е одобрен Александру Йоан Куза. Обединеното княжество е васално на Османската империя.
През 1866 г. княз Александру Куза се обявява за един (ен) такъв – на единното Княжество Румъния.
По време на Руско-турската освободителна война, обединеното княжество Румъния обявява независимост, която е призната на Берлинския конгрес. През 1881 г., след обявяването на Карол I за крал на територията на обединеното княжество (със Северна Добруджа и без морския коридор в Южна Бесарабия) се трансформира в Кралство Румъния.
Румънската конституция от 1866 г. усвоява редица принципи и постановления на Белгийската конституция от 1831 г. Начело на страната стои княз, чиято власт е наследствена. Той назначава и освобождава министрите. Конституцията предоставя на държавния глава значителни права – князът утвърждава законите, има право на абсолютно вето, разпуска парламента, командва армията. Законодателната власт принадлежи на двукамарен парламент – Национално събрание и Сенат, които са изборни органи. В Декларацията за правата и свободите на гражданите (съдържаща се в Конституцията) са нормирани основните права и свободи: лична свобода, неприкосновеност на жилището, свобода на словото, съвестта и вероизповеданията и др. Частната собственост е неприкосновена и може да се отчужди принудително по военни и санитарно-епидемиологични съображения или за изграждане на съобщителни пътища.